# Eucharassus lingafelteri
Eucharassus lingafelteri là một loài bọ cánh cứng trong họ Cerambycidae.